# Arno Allan Penzias
Arno Allan Penzias (München, 26. travnja 1933. – San Francisco, 22. siječnja 2024.) bio je američki astrofizičar njemačkog podrijetla. Kako mu je obitelj zbog židovskog podrijetla bila progonjena, kao dječak (1940.) emigrirao je u SAD. Od 1956. studirao na Sveučilištu Columbia u New Yorku, gdje je doktorirao (1962.), radeći na istraživanjima zračenja. Zaposlio se u Laboratorijima Bell u Holmdelu i posvetio se radioastronomskom istraživanju svemira, te je zajedno s R. W. Wilsonom sastavio prijamni sustav kojim je otkriveno takozvano pozadinsko zračenje svemira koje odgovara zračenju tvari na temperaturi 3 K preostaloj sa samih početaka stvaranja svemira (Veliki prasak). Za to otkriće obojica su (zajedno s P. L. Kapicom) dobili Nobelovu nagradu za fiziku (1978.).

## Pozadinsko zračenje
Pozadinsko zračenje je elektromagnetsko zračenje cijele nebeske sfere, koje se sastoji od zračenja nerazlučenih zvijezda i galaktika, te od zračenja međuzvjezdanog i međugalaktičkoga plina. Spektar je pozadinskoga zračenja neprekidan, a maksimum postiže u području mikrovalova (valne duljine oko 1 mm). Mikrovalno pozadinsko zračenje odgovara spektru toplinskoga zračenja crnoga tijela pri temperaturi od 2,72548 K ± 0,00057 K. Otkrili su ga A. A. Penzias i R. W. Wilson 1965. i ono potvrđuje teoriju velikoga praska prema kojoj mikrovalno pozadinsko zračenje (reliktno zračenje) potječe iz doba približno 379 000 godina nakon velikog praska, kada se temperatura plina snizila na približno 3 000 K, pa su se stvorili neutralni atomi vodika. Ionizirani plin prethodnih doba nije bio proziran. Raspodjela izvora toga zračenja na nebeskoj sferi (pozadinska anizotropija) odražava raspored tvari u trenutku kada je svemir postao proziran. Drži se da je od tih početnih odstupanja u jednolikoj gustoći nastala današnja struktura svemira.